# Bad Liebenwerda
Bad Liebenwerda é uma cidade spa no município Elbe-Elster da Alemanha localizada no estado de Brandemburgo.

## Geminações
- Nowe Miasteczko, Polónia (1994)
- Lübbecke, Alemanha (1990)